# Peterskapelle (Tauberbischofsheim)

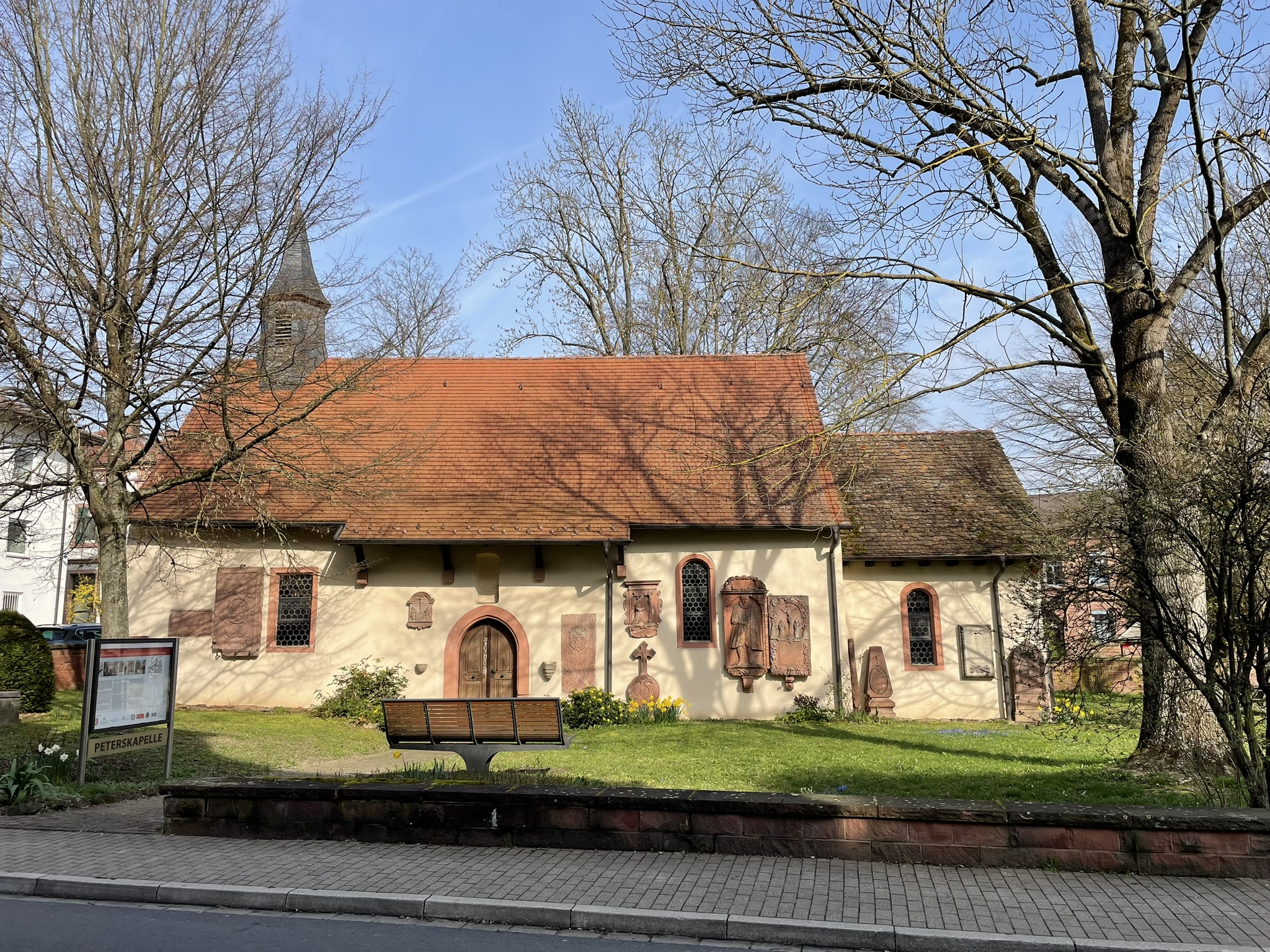
Peterskapelle in Tauberbischofsheim

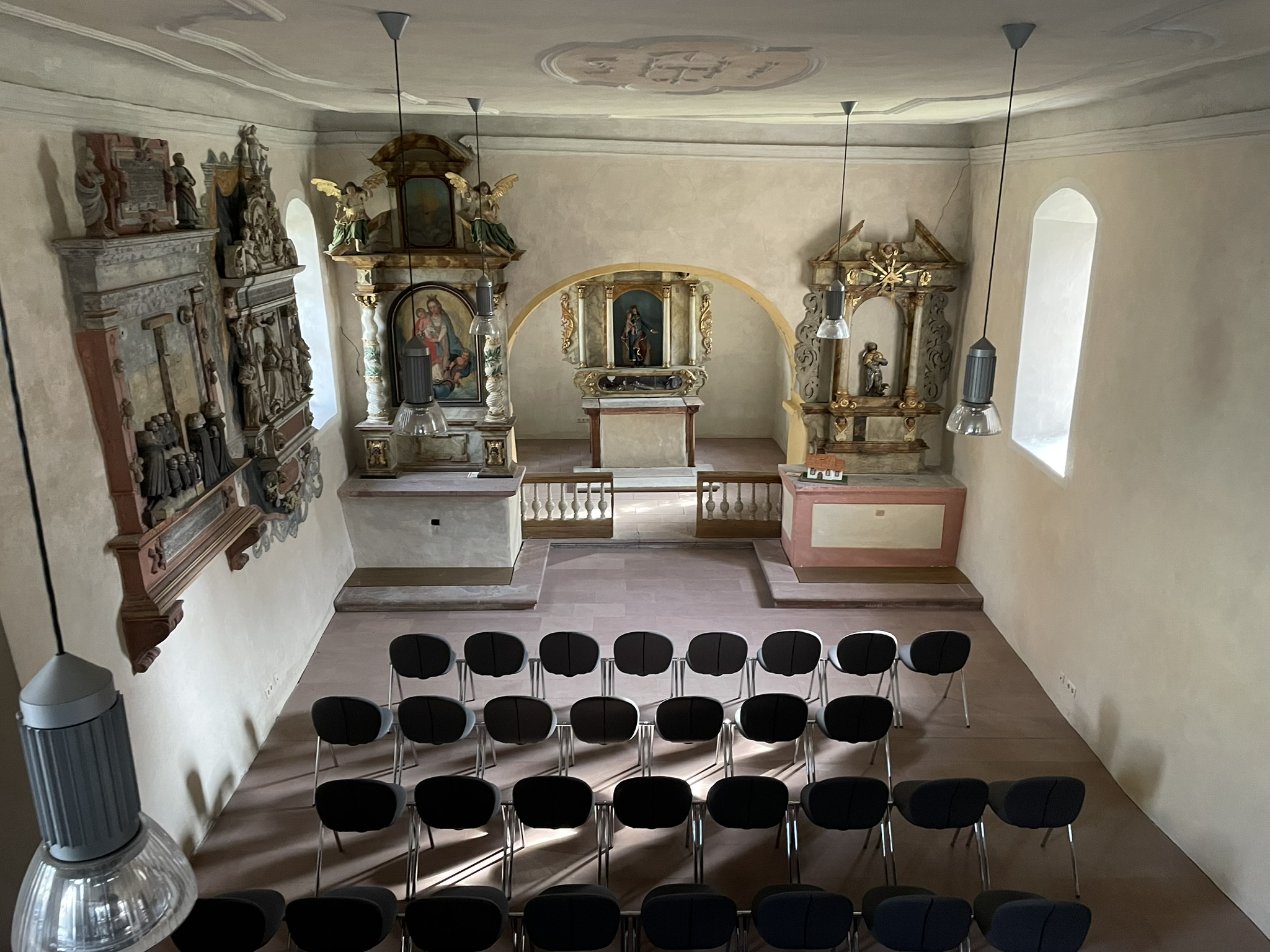
Altar der Peterskapelle, 2024

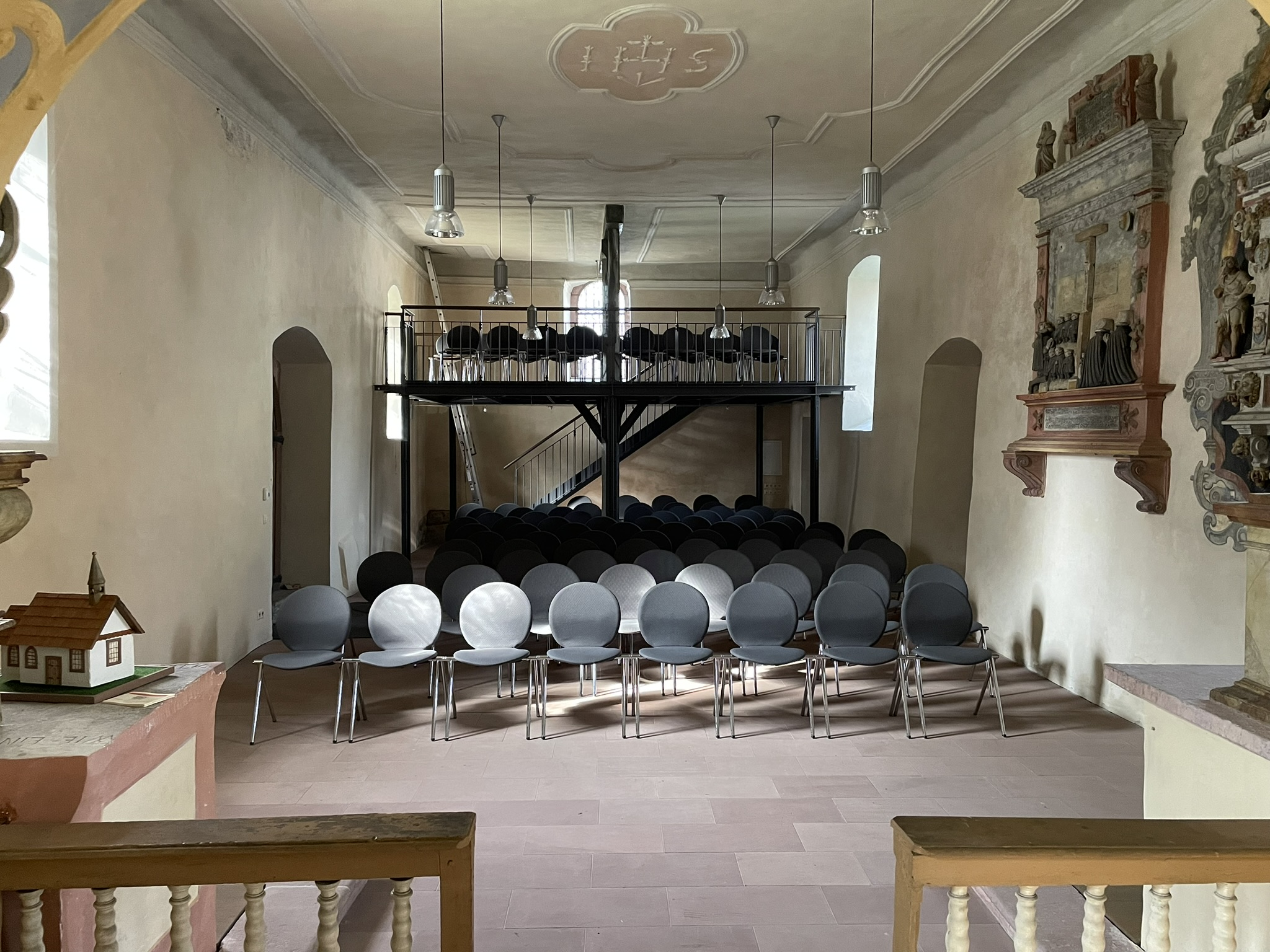
Blick vom Altar in den Innenraum der Peterskapelle, 2024

Die Peterskapelle (auch Kapelle vor dem Tore in alten Urkunden genannt) ist ein 1180 errichteter römisch-katholischer Sakralbau in Tauberbischofsheim.

## Geschichte
Die Peterskapelle, die dem Apostel Petrus als Namenspatron geweiht ist, wurde im Jahr 1180 erbaut. Es ist das älteste Bauwerk der Stadt, aus romanischer Zeit. In alten Urkunden als Kapelle vor dem Tore genannt, war sie ab ca. 1400 die Friedhofskapelle im Petersfriedhof, der bis zur Errichtung des jetzigen Friedhofs gegenüber der Bahnlinie im Jahre 1853 die Toten der Stadt aufnahm.
Heute gilt die Kirche als Kulturdenkmal. Vom alten Friedhof bestehen noch viele Grabsteine, die bei der Sanierung durch den „Förderverein Peterskapelle Tauberbischofsheim e. V.“ ab 1999 im Außenbereich wie auch im Inneren der Kirche ihren Platz fanden. Als maßgeblicher Förderer zur Entstehung der Kirche wird der Bürgermeister und Spitalverwalter Peter Erstenberger angesehen, dessen Grabstein der älteste erhaltene Grabstein des Peterskirche ist.
Der ungewölbte Saalbau besitzt einen eingezogenen Rechteckchor, der sich in einem breiten und gedrungenen Rundbogen ins Schiff öffnet. Die erhaltene Altargruppe im Kircheninneren mit drei frühbarocken Altären des 17. Jahrhunderts und der Chorraum mit seinem Deckenstuck von 1624, welcher reiche Beischlagwerksformen der Renaissancezeit zeigt, stellen eine Besonderheit im ganzen Kreisgebiet dar. Heute wird die Kirche auch für kleinere Konzerte und Ausstellungen vermietet.